# Ian Ferrier
Pour les articles homonymes, voir Ferrier (homonymie).
Ian Ferrier (né en 1954 à Montréal et mort le 3 novembre 2023) est un poète, musicien, chorégraphe et animateur canadien.

## Biographie
Ian Ferrier performe de nombreux spectacles mélangeant poésie et musique au Canada, aux États-Unis et en Europe,. En 2000, il publie chez Planète rebelle son premier livre-CD, Exploding Head Man. Ayant reçu un accueil favorable, ce projet devient le point de départ de nombreuses performances mêlant narration, guitare électrique, saxophone et chant. Pour de nombreux spectacles et enregistrements, il collabore avec son groupe de musique Pharmakon MTL, au sein duquel il est guitariste,.
Il fonde la maison de disques Wired on Words, dédiee à la performance littéraire. Il y publie son premier livre audio pour la jeunesse, A Child Sees Winter Coming and a Bear Dreams. Il est également le fondateur du magazine en ligne LitLive.ca, du Mile End Poets’ Festival et de Words & Music Show, qui remporte le Standard Broadcasting Award lors de sa première année de diffusion,.
Impliqué dans le milieu littéraire anglophone, « il organise et anime des spectacles de spoken word tous les mois à la Casa del Popolo à Montréal. » Il est aussi chorégraphe, en plus de jouer de la musique en direct pour des spectacles de danse. Il collabore avec la compagnie de danse et de spoken word For Body and Light lors de tournées à New York et au Canada.
Il remporte deux fois, en 2008 et en 2011, le prix Golden Beret, qui récompense son travail dans la communauté du spoken word,.
Son expérience dans le domaine de la performance littéraire le mène à être écrivain consultant pour l'Université Concordia à Montréal. Une traduction de ses poèmes est publiée, en 2017, aux Éditions du Noroît sous le titre Quel est ce lieu.
Il s'implique auprès du conseil de la Quebec Writers' Federation en tant qu'ancien président. Il habite à Montréal.

## Œuvres

### Poésie
- (en) Ian Ferrier, From yr lover like an orchestra, Montréal, DaVinci Press, 1974, 22 p.
- (en) Ian Ferrier, Exploding Head Man (livre avec CD), Montréal, Planète rebelle, 2000, 45 p. (ISBN 2922528081 et 9782922528084)
  - Ian Ferrier (trad. de l'anglais par Marie Frankland), Quel est ce lieu [« Exploding Head Man »], Montréal, Éditions du Noroît, 2017, 49 p. (ISBN 9782897660673)
- (en) Ian Ferrier, Coming & Going, Montréal, Popolo Press, 2015, 45 p.
- (en) Ian Ferrier, Bear Dreams, Montréal, Popolo Press, 2016 (ISBN 099379923X et 978-0993799235)

### Jeunesse
- (en) Ian Ferrier, A Child Sees Winter Coming and a Bear Dreams, Montréal, Wired on Words, 2018

### Disques
- What Is This Place ?, [enregistrement sonore], Bongo Beat Records, 2007.
- To Call Out In The Night, [enregistrement sonore], Bongo Beat Records, 2011.

## Prix et honneurs
- 2008 : Lauréat du Golden Beret de la League of Canadian Poets[2]
- 2011 : Lauréat du Golden Beret du Calgary International Spoken Word Festival[5]